# Haruna Miyake
Haruna Miyake (Japans: 三宅 榛名 Miyake Haruna) (Tokio, 20 september 1942) is een Japans componiste muziekpedagoge en pianiste. Zij gebruikt eveneens de naam Haruna Shibata, omdat zij gehuwd is met Xiang Shibata.

## Levensloop
Miyake studeerde muziek in Tokio. Al op 14-jarige leeftijd maakt zij haar debuut als pianiste en speelde werken van Wolfgang Amadeus Mozart met het Tokyo Symphony Orchestra. Vervolgens studeerde zij aan de Juilliard School of Music in New York en behaalde aldaar haar Master of Music. Daarna maakte zij concertreizen door de Verenigde Staten en werkte ze als freelance componist. 
Ze is als docente verbonden aan de Ferris University (フェリス女学院大学 Ferisu Jogakuin Daigaku) in Yokohama.
Voor haar compositie Poem, voor strijkorkest ontving zij de Edward Benjamin Award.

## Composities

### Werken voor orkest
- 1966 Concert, voor piano en orkest
- Poem - Shikyoku, voor strijkorkest

### Werken voor harmonieorkest
- 1984 Playtime, voor piano, synthesizer en harmonieorkest

### Vocale muziek

#### Liederen
- 1967 Nihon no uta - Diez canciones populares Japonesas, voor zangstem en piano
  1. Hamabe no uta (Narita Tamezō)
  2. Kazoe-uta (warabe-uta)
  3. Tōryanse (warabe-uta)
  4. Akatonbo (Yamada Kōsaku)
  5. Sakura sakura (Nihon koyō)
  6. Nanatsu no ko (Motoori Nagayo)
  7. Itsuki no komori-uta (Kumamoto-ken minyō)
  8. Yūyake koyake (Kusakawa Shin)
  9. Kōjō no tsukie (Taki Rentarō)
  10. Edo no komori-uta (wanabe-uta)
- Why Not, My Baby?, voor sopraan, trompet en piano

### Kamermuziek
- 1965 Kwartet, voor klarinet, viool, cello en piano
- 1968 Musik für Piccoloflöten, Flöten, und Gitarre, voor 2 dwarsfluiten (beide ook piccolo) en gitaar
- 1987 Toward the East, voor kleine trom, yun luo en piano
- 1989 Air music, voor piano, synthesizer en contrabas
- 1991 Inner paradise VI, voor shamisen, koto, zangstemmen en bandrecorder
- Fantasy for "Milky Way Railroad", voor blazerssextet en gitaar
- Six voices in June, voor blazerssextet
- Three fantasies, voor dwarsfluit en piano
- Yume-Nitemo, voor shinobue en piano

### Werken voor piano
- 1961 Fugue and Canzona
- 1964 Sonate
- 1964 Sonate nr. 3
- 1980 Poem harmonica
- 1981 Variations on themes of Japanese songs
- 1982 43° North...a tango
- 1983 Variations on "Fröhlicher Landmann"
- 1984 Bird Shadows
- 1987 Psalm on the anti world, voor 2 piano's
- Cheer song for mr. napoleon, voor 2 piano's
- Concertino, voor 2 piano's
- Es war einmal ein Igel, voor 2 piano's
- Letters of palestinian children to god, voor 2 piano's
- The time of meloncholy

### Werken voor gitaar
- 1969 Sonnet

### Werken voor mondharmonica
- Green box

### Werken voor traditionele Japanse instrumenten
- Shingen kyoku, voor koto, shamisen en dwarsfluit

## Publicaties
- 作曲家の生活 (Life of composer), 晶文社, 243 p., ISBN 978-4-794-95143-4
- 音楽未来通信 (Music future communication), 晶文社, 257 p.
- アイヴスを聴いてごらんよ (I see listening to Ives), 筑摩書房, 311 p.